# Cui Zizhong
Advertiment: en els noms xinesos el cognom va al davant, en aquest cas Cui.

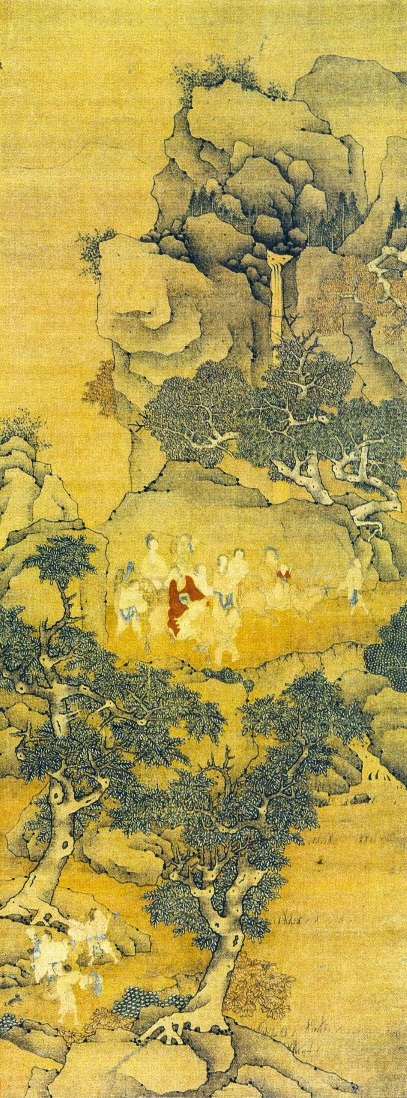
"Xu Zhengyang trasllada la seva família"

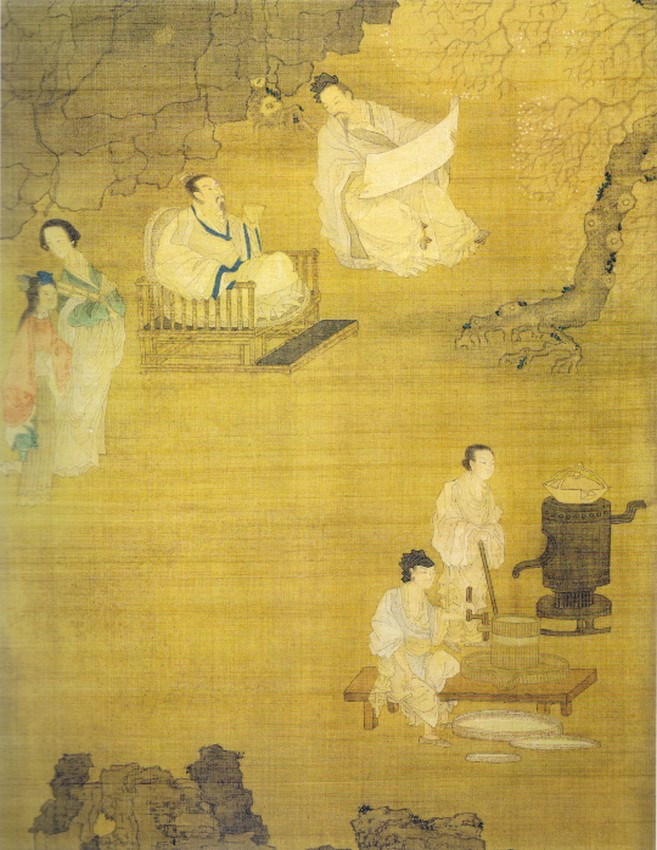
Recepció d'un convidat al jardins dels albercoquers

Cui Zizhong (en xinès: 崔子忠; en pinyin: Cuī Zǐzhōng) fou un pintor xinès sota la dinastia Ming que va néixer en una data desconeguda (possiblement a finals del segle xvi) a Laiyang, província de Shandong i mort el 1644 a conseqüència d'haver deixat de menjar arran de la caigua dels Ming. Tret del fet que sabem del cert que Cui va viure a Pequín, poc més sabem de la seva vida.
Fou un lletrat confucià. En tant que intel·lectual, va destacar també com a pintor de figures humanes; un renaixement, ja que des dels temps de la dinastia Song havia perdut importància. Va ser influenciat per l'estil de Zhou Wenju. Al Museu Nacional del Palau de Taipei es conserva un dels seus rotlles més cèlebres.